# Apolysis speculifera
Apolysis speculifera är en tvåvingeart som först beskrevs av Axel Leonard Melander 1946.  Apolysis speculifera ingår i släktet Apolysis och familjen svävflugor.
Artens utbredningsområde är Kalifornien. Inga underarter finns listade i Catalogue of Life.